# Vangelo
I Vangeli (talvolta indicati complessivamente come Vangelo) sono testimonianze che raccontano la vita e la predicazione di Gesù di Nazareth, rappresentando in tal modo il testo base del cristianesimo. La parola vangelo deriva dal greco εὐαγγέλιον (euanghélion), che arriva all'italiano attraverso il latino evangelium e significa "lieto annunzio", "buona notizia", "buona novella".
Nell'arco di diversi secoli furono composti numerosi testi designati come "vangeli", sebbene di genere letterario diverso. Alcuni di essi, diffusi nei primi secoli di vita della comunità cristiana, sono andati persi, divenendo noti solo per la citazione della loro esistenza in opere successive alla loro composizione; parte di questi sono stati riscoperti grazie ai ritrovamenti archeologici a partire dal XIX secolo.
Tra i vangeli sopravvissuti fino ai nostri giorni, i quattro più antichi, che narrano la vita, morte e resurrezione di Gesù Cristo (Vangelo secondo Matteo, Vangelo secondo Marco, Vangelo secondo Luca e Vangelo secondo Giovanni) sono considerati canonici dalle confessioni cristiane, che considerano gli altri vangeli apocrifi.

## Utilizzo del termineVangelooEvangelo
Evangelo è il termine per tradurre il greco εὐαγγέλιον (lett. "buona notizia" o "lieta novella"). Indica come tale non tanto le varie composizioni, chiamate anch'esse vangeli, ma il loro contenuto, il messaggio della redenzione in Gesù Cristo, quello che si ritrova nel Nuovo Testamento e che fa da base alla fede cristiana. Nel Nuovo Testamento, esso è dapprima la proclamazione stessa di Gesù della prossimità del Regno di Dio, e poi la proclamazione dei suoi apostoli che nella sua vita, morte e risurrezione, il Regno di Dio è stato stabilito, e le modalità in cui la salvezza, il perdono dei peccati, la risurrezione e la vita eterna sono offerti a coloro che lo accolgono con fede.
È solo più tardi che questo termine è stato usato nei primi scritti cristiani che narrano la storia di quell'unica manifestazione della "buona notizia" nella persona e nell'opera di Gesù Cristo. Già nel 160, infatti, Giustino, nella sua Prima apologia, afferma che le memorie degli apostoli vengono chiamate Vangeli. È la prima testimonianza in cui si passa dal Vangelo come annuncio predicato al Vangelo come testo scritto.
La maggioranza degli studiosi concorda sull'esistenza di raccolte di detti o avvenimenti la cui stesura precede quella dei Vangeli canonici; lo stesso Vangelo di Luca, nella sua introduzione, cita la precedente esistenza di resoconti dei fatti ("Poiché molti hanno posto mano a stendere un racconto degli avvenimenti successi tra di noi") Il termine impiegato da Luca "διήγησις" (diēgēsis) è impiegato nel greco classico per indicare la narrativa storica Nel Nuovo Testamento tuttavia il termine "vangelo" non è normalmente impiegato per indicare i quattro testi canonici, anche se nei secoli una frase della seconda lettera ai Corinzi "Con lui abbiamo inviato pure il fratello che ha lode in tutte le Chiese a motivo del vangelo" (8,18) è stata a volte interpretata come un riferimento all'evangelista Luca e all'opera tradizionalmente attribuitagli.
Il contesto dell'uso del sostantivo εὐαγγέλιον e il verbo relativo εὐαγγελίζω nel Nuovo Testamento è la traduzione greca della seconda parte della profezia del Libro di Isaia (40,9; 52,7; 60,6; 61,1) che è citata molte volte o si fa allusione nel Nuovo Testamento (es. Marco 1,3; Romani 10,15; Luca 4,17-21; Matteo,5; Luca 7,22).
Nella teologia luterana il termine Evangelo è usato per rappresentare la rivelazione del Nuovo Testamento in contrasto con la Legge (l'antica dispensazione).

### Nell'Antico Testamento
In Isaia 52,7 si parla del "messaggero di buone notizie". L'espressione "lieti annunci" contiene nella versione greca la stessa parola "vangelo". Il contesto è quello del ritorno a Gerusalemme degli esiliati in Babilonia.
Isaia, 61,1 è un passo profetico ripreso da Gesù quando si presentò nella sinagoga di Nazaret, sua città natale. Parla dell'azione dello Spirito di Dio sul "consacrato" (messia) del Dio ebraico. L'opera del messia sarà una "buona notizia" ("vangelo") per i poveri, consistendo nella loro liberazione. Appunto Gesù applicherà a sé e alla sua opera questo annuncio dell'antico testamento.

### Nel Nuovo Testamento

#### Vangelo come annuncio del Regno
Troviamo il termine nei vangeli sinottici, in bocca allo stesso Gesù:
Qui la parola indica l'irruzione di Dio nella storia degli uomini attraverso la persona di Gesù di Nazaret. Lo stesso significato si trova in Paolo di Tarso nella Lettera ai Filippesi, dove lungo tutta la lettera ritorna l'idea del vangelo-buona notizia che si è diffuso nella comunità di Filippi: parla della sua gioia per la loro "cooperazione alla diffusione del Vangelo" (1,5) e della "grazia che mi è stata concessa sia nelle catene, sia nella difesa e nel consolidamento del Vangelo" (1,7); riconosce che le sue "vicende si sono volte piuttosto a vantaggio del Vangelo" (1,12); è cosciente di essere stato "posto per la difesa del Vangelo" (1,16); invita i filippesi a comportarsi "da cittadini degni del Vangelo" (1,27); ecc. ecc.
Lo stesso significato appare nella Lettera agli Efesini, dove risalta che il vangelo è l'annunzio di Cristo, trasmesso dagli apostoli:

#### Vangelo comekerigma
In altro contesto Paolo usa invece la parola riferendosi all'annunzio fondamentale (kerigma) che egli faceva nelle comunità cristiane, annuncio incentrato nella Pasqua di Gesù. Nella Prima lettera ai Corinzi afferma:
Appare già una leggera trasformazione semantica: dal messaggio della vicinanza di Dio e del suo regno siamo passati al contenuto della prima professione di fede, centrato sulla morte e risurrezione di Cristo.

#### Vangelo nella lettera ai Galati
Nella Lettera ai Galati di Paolo di Tarso, scritta nel contesto del conflitto di Paolo contro l'obbligo della circoncisione e del rispetto globale della tradizione ebraica, come interpretata nelle chiese ellenistiche da lui fondate e diversamente dalla Chiesa di Gerusalemme, "vangelo" significa la condizione di libertà dalla legge mosaica che Cristo avrebbe portato. Tale libertà, diversamente dalle chiese giudeo-cristiane, a suo parere permetteva l'abolizione totale della legge mosaica e dell'obbligo della circoncisione per i cristiani provenienti dal paganesimo:

### Nella letteratura ellenistica del I secolo
Nella letteratura ellenistica euaggélion significa "buon annuncio". Così in Giuseppe Flavio, Beh. 2, 42 appare l'espressione deinòn euaggélion = "splendida notizia": quella data al procuratore Gessio Floro sull'aggravarsi della situazione in Gerusalemme all'inizio della prima guerra giudaica nel 66 d.C.

### Vangelo come genere letterario
A partire dal II secolo, "vangelo" passa ad indicare il genere letterario che racconta la vita di Gesù, i suoi insegnamenti, le sue opere, la sua morte e resurrezione.
Questo genere letterario si distingue da quello delle biografie: queste hanno di mira fornire un'informazione completa sulla vita di una persona; invece nei vangeli la finalità è trasmettere la predicazione della Chiesa dei tempi apostolici riguardante colui che considerava il suo Signore e Messia, Gesù di Nazaret, incarnato, morto e risorto per la salvezza degli uomini.
Non stupisce quindi il fatto che in molti dei vangeli non compaiano le informazioni sui primi trent'anni di vita di Gesù, o, dove queste sono presenti abbiano in primo luogo una funzione teologica: secondo diversi autori gli episodi dell'infanzia narrati in Matteo e Luca avrebbero soprattutto lo scopo di far risaltare il piano divino di salvezza (Luca) e il compimento in Gesù delle scritture (Matteo) e non andrebbero quindi letti in chiave strettamente biografica, anche alla luce della cultura giudaica del tempo. Fanno eccezione i cosiddetti vangeli dell'infanzia, che invece si concentrano proprio sui primi anni di vita di Gesù: in questo caso tuttavia, tranne poche eccezioni (es Vangelo dell'infanzia di Tommaso e Protovangelo di Giacomo) si tratta di testi redatti alcuni secoli dopo la nascita del cristianesimo, che peraltro dedicano molta importanza alla componente "miracolosa" dell'infanzia di Cristo.

## Analisi storico-filologica
La diffusione delle comunità cristiane nei primi secoli dopo Cristo e le diversità tra di loro furono tra le cause della proliferazione di diversi testi sacri e Vangeli.
Così come per un importante sito archeologico esistono più strati ciascuno dei quali appartenente ad epoche diverse nel caso dei vangeli l'analisi storico-filologica ricava dall'esame dei testi una struttura "a strati".
In realtà qualcosa di simile è dichiarato dagli evangelisti stessi, ad esempio il compilatore del vangelo di Luca nella prefazione scrive:
Nei vangeli si possono riscontrare diverse componenti stratificate, talvolta articolate in varianti testuali, tra le quali:
- testi o tradizioni orali attribuiti a Gesù (vedi ipotesi fonte Q);
- testi o tradizioni orali basati risalenti alle sette cosiddette giudeo-cristiane (nelle lingue semitiche di allora, in particolare in aramaico, o in copto, in riferimento a molti vangeli apocrifi).

La trasmissione orale della vita e dell'insegnamento di Gesù, così come della storia della sua resurrezione, avvenuta nei decenni immediatamente successivi alla sua morte, potrebbero aver causato una sorta di selezione sugli eventi riportati, mantenendo solo quelli ritenuti più importanti per il messaggio religioso, così come una modifica dell'ordine degli avvenimenti. La trasformazione in forma scritta della tradizione orale potrebbe aver avuto, tra le altre motivazioni, anche quella di creare una versione condivisa che potesse essere diffusa in comunità differenti, senza le modifiche che la trasmissione orale rischiava di comportare. Tra le altre motivazioni della redazione scritta del messaggio evangelico ci furono anche la necessità di testi per la celebrazione liturgica, di testi per la catechesi, e quindi per la formazione dei credenti, di redazioni evangeliche che consentissero la difesa della chiesa primitiva da accuse, calunnie e fraintendimenti. In occasione del Concilio Vaticano II si sottolineò, tra l'altro, che «gli autori scrissero i quattro Vangeli, scegliendo alcune cose tra le molte tramandate a voce o già per iscritto, redigendo una sintesi delle altre o spiegandole con riguardo alla situazione delle Chiese, conservando infine il carattere di predicazione, sempre però in modo tale da riferire su Gesù cose vere e sincere»
Stando ai frammenti a noi giunti e alle opere successive che ne parlano, il vescovo Papia di Ierapoli, nella sua Esegesi delle parole del Signore (120/125 circa), cerca di raccogliere le testimonianze orali relative all'operato di Gesù: questo dimostrerebbe che, anche a distanza di un secolo dagli eventi narrati e di alcuni decenni dalla scrittura dei primi Vangeli, a fianco alle opere scritte, era ancora presente e diffusa nelle comunità cristiane una forte tradizione orale degli insegnamenti di Cristo.

## Vangeli canonici
Dei vari vangeli scritti tra il I e il II secolo d.C. diffusi nelle comunità giudeo-cristiane, solo quattro sono entrati a far parte del canone della Bibbia, dell'elenco, cioè, dei libri considerati come ispirati da Dio e accettati dalle Chiese cristiane: il Vangelo secondo Matteo, il Vangelo secondo Marco, il Vangelo secondo Luca e il Vangelo secondo Giovanni.
Il primo a formare un canone del Nuovo Testamento fu il teologo Marcione, attorno al 140. Marcione, che riteneva che il Dio degli ebrei non fosse lo stesso Dio dei cristiani, formò un proprio canone composto dal Vangelo di Marcione, una rielaborazione del Vangelo secondo Luca dal quale Marcione aveva rimosso tutte le parti non compatibili con il proprio insegnamento e che riteneva fossero interpolazioni successive e da alcune lettere di Paolo. Tra le parti del Vangelo di Luca che Marcione aveva escluso, vi erano anche i primi due capitoli, che contengono tra le altre cose la dichiarazione dell'esistenza di resoconti precedenti e alcuni riferimenti al regno ebraico.
Ad insistere che i vangeli dovessero essere quattro fu Ireneo di Lione, un teologo del II secolo, il quale, contestando gruppi cristiani da lui ritenuti eretici come gli Ebioniti o i seguaci di Valentino e Marcione, che ne usavano un numero differente, affermò: "Poiché il mondo ha quattro regioni e quattro sono i venti principali [...] il Verbo creatore di ogni cosa [...] rivelandosi agli uomini, ci ha dato un Vangelo quadruplice, ma unificato da un unico Spirito". Al II secolo risale il Canone muratoriano, il quale elenca i quattro vangeli poi inseriti nel canone cristiano. In particolare, il Canone muratoriano è un documento ecclesiale datato intorno al 170 e pervenutoci tramite un manoscritto incompleto dell'VIII secolo, in cui vengono citati come canonici i vangeli di Luca e Giovanni, oltre ad altri due di cui non sono più leggibili i nomi. Nel frammento di 85 righe si fa riferimento a "Pio vescovo di Roma morto nel 157" e sono indicati alcuni criteri di selezione per i testi canonici, tra cui l'antichità e il legame diretto con la predicazione degli apostoli.
Riferimenti ai vangeli e citazioni di loro passi sono presenti fin dalla prima letteratura cristiana: notizie sui vangeli di Marco e Matteo si hanno ad esempio verso il 120, quando Papia di Ierapoli, secondo quanto ritrovato nella Storia ecclesiastica di Eusebio di Cesarea, riferisce che "Marco, divenuto interprete di Pietro, scrisse accuratamente, ma non in ordine, tutto ciò che ricordava delle cose dette o fatte dal Signore" e cita inoltre la presenza di una raccolta di detti di Gesù scritti in lingua ebraica da Matteo. Oltre che in Marcione (140), citazioni dal vangelo di Luca sono inoltre presenti negli scritti, datati 150-160, di Giustino, che riporta anche detti di Matteo e al termine "vangelo" preferisce l'espressione "memorie degli apostoli".
La formazione definitiva del canone cristiano della Bibbia fu però un processo lungo, che avvenne nel corso del IV secolo: a seguito dei risultati del concilio di Roma (382), del sinodo di Ippona (393) e dei sinodi di Cartagine (397 e 419), papa Innocenzo I riconobbe i quattro vangeli nominati dal Muratoriano come canonici. Per avere prese di posizione ufficiali e dogmatiche sul canone biblico (che per tutte le principali confessioni cristiane comprenderà sia i quattro Vangeli canonici che gli Atti degli Apostoli) occorrerà tuttavia attendere gli effetti della riforma protestante e della successiva controriforma: per i cattolici il 1545, con il concilio di Trento, i Trentanove articoli di religione del 1562 per la Chiesa anglicana, la confessione di fede di Westminster, sviluppata negli anni '40 del XVII secolo per il Calvinismo e il sinodo di Gerusalemme del 1672 per la chiesa ortodossa greca.

### La scelta dei vangeli canonici
Il processo che porterà alla definizione dei quattro vangeli canonici ha il suo momento decisivo nel II secolo quando, probabilmente in risposta al canone proposto da Marcione, nell'area latina e greca comincia ad affermarsi il riconoscimento di quattro vangeli (Matteo, Marco, Luca, Giovanni) come più importanti.
L'ipotesi che il primo a redigere un canone del Nuovo Testamento sia stato Marcione, sviluppata da Adolf von Harnack,è comunque oggetto di dibattito. Secondo il teologo Giovanni Magnani, ad esempio, i quattro Vangeli, gli Atti e le principali lettere di Paolo, erano considerate già all'inizio del II secolo letture fondamentali e come tali lette nelle chiese principali del tempo per cui il canone si sarebbe formato tra la fine del I e l'inizio del II secolo, anche se ovviamente non ancora completo in tutte le chiese. I Padri della Chiesa e gli scrittori ecclesiastici parlano dei libri del Nuovo Testamento come di Scritture, tuttavia prima degli stessi Padri, l'idea che gli scritti neotestamentari dovessero essere letti nelle comunità appare dallo stesso Nuovo Testamento "quando Paolo esorta i Colossesi (4,16) a leggere la lettera inviata ai Laodicesi, e quelli a leggere la presente ai Colossesi".
L'accenno più antico ai quattro vangeli canonici si ha probabilmente nel 150 in Giustino, cui segue Ireneo di Lione, che sviluppa la sua teoria sul canone verso il 180, fino ad Origene, intorno alla fine del II secolo. Il maggiore impulso a questo processo si ebbe probabilmente a Roma, dove nel 140 era presente Marcione, anche se l'Asia Minore ebbe comunque, verosimilmente, un ruolo rilevante.
La scelta dei quattro vangeli canonici trova riscontro nel canone muratoriano del 170 e nell'ampia testimonianza dei Padri della Chiesa, oltre che nella quantità di manoscritti neotestamentari ritrovati, che possono essere così divisi: 115 papiri (tra cui il papiro 45 che contiene i 4 vangeli canonici e gli Atti degli Apostoli), 309 onciali (codici a carattere maiuscolo), 2862 minuscoli, 2412 lezionari ad uso liturgico. Tra questi codici la metà contengono tutti i quattro vangeli canonici. Anche Bruce Metzger osserva come i testi del Nuovo Testamento siano straordinariamente ben documentati rispetto alle altre opere dell'antichità: ci sono infatti pervenuti 5664 manoscritti in greco, e oltre 18000 manoscritti in traduzione (latino, etiopico, slavo, armeno), per un totale di quasi 24000 manoscritti. Al contrario vennero esclusi dal canone tutti quei testi che contenevano deformazioni e alterazioni della tradizione più antica, non erano coerenti con l'ortodossia del tempo o non sembravano risalire all'autorità degli apostoli. Esistevano infatti altri libri che, pur essendo apprezzati e letti, come la Didaché, la lettera di Barnaba, le lettere di Clemente romano, non furono tuttavia messi nel conto di quelli accettati ad uso liturgico. Vangeli, Atti e lettere apostoliche furono considerati già precocemente come libri ispirati. Questa attenzione alla tradizione trova riscontro nel fatto che, tra le varie citazioni dei vangeli da parte degli autori più antichi, non vengono quasi mai citati gli apocrifi. Per esempio Giustino cita i vangeli 268 volte nei suoi scritti, Ireneo 1038 volte, Clemente Alessandrino 1017 volte, Origene 9231 volte, Tertulliano 3822 volte, Ippolito 754 volte, Eusebio di Cesarea 3258 volte.
Abbiamo circa ventimila citazioni dei vangeli canonici, delle quali circa settemila nei primi 190 anni dopo Cristo, e pressoché nessuna citazione degli apocrifi.
Quando nel cristianesimo delle origini si definì la canonicità dei quattro vangeli vennero seguiti alcuni criteri di inclusione, alcuni presenti anche nel canone muratoriano del 170:
- L'antichità delle fonti. I quattro Vangeli canonici, risalenti al I secolo d.C., sono tra le fonti cristiane più antiche e meglio documentate per numero dei manoscritti o codici. Per questo motivo vengono esclusi dal canone Il pastore di Erma e molti vangeli apocrifi[43], alcuni dei quali scritti a trecento anni di distanza dagli eventi.
- L'apostolicità. Gli scritti per essere "canonici" dovevano risalire agli Apostoli o a loro diretti discepoli, come per i quattro Vangeli canonici[49][50], la cui struttura linguistica rivela evidenti tracce semitiche.
- La cattolicità o universalità dell'uso dei Vangeli. I testi, in base a questo criterio, dovevano essere accettati da tutte le chiese principali ("cattolico" significa "universale"), quindi dalla chiesa di Roma, Alessandria, Antiochia, Corinto, Gerusalemme, e dalle altre comunità dei primi secoli. Ci doveva essere insomma un accordo su un punto della dottrina della fede che non era stato contestato per lungo tempo[51]. Egesippo fu tra i primi a giudicare la dottrina cristiana sulla base di questo criterio, controllando la corrispondenza nelle comunità apostoliche e la continuità della tradizione, respingendo in questo modo le dottrine gnostiche[52]
- L'ortodossia o retta fede. I testi dovevano essere coerenti con l'ortodossia del tempo[44], anche in relazione alle divisioni sorte con Marcione e lo gnosticismo[N 14].
- La molteplicità delle fonti, con la quale ci si riferisce alla molteplice attestazione dei vangeli canonici[N 15].
- La plausibilità esplicativa[53]. Una fonte storica deve fornire al lettore una spiegazione consequenziale degli eventi, secondo una coerenza di causa ed effetto, che renda comprensibile il succedersi degli eventi.

### Storicità dei vangeli canonici
(Paul Mattei)
I cristiani affermano che i quattro vangeli canonici e gli altri scritti del Nuovo Testamento sono ispirati da Dio e raccontano fedelmente la vita e l'insegnamento di Gesù; anche i miracoli riportati dai vangeli sarebbero realmente avvenuti, nonché l'evento della resurrezione di Gesù. Alcuni autori, invece, interpretano gli eventi soprannaturali narrati dai vangeli come racconti mitici elaborati dalle prime comunità cristiane.
Fino al XVIII secolo non ci fu una posizione critica nei confronti della storicità dei vangeli, anzi l'esegesi biblica cristiana era caratterizzata da una piena fiducia nei confronti del narrato neotestamentario, e anche di quello veterotestamentario, tant'è che, prima del Settecento, nessuna chiesa o teologo cristiano metteva in dubbio l'inerranza biblica. Fu dunque nel Settecento, a causa della nascita dell'illuminismo, che si mise in discussione la veridicità, e quindi la storicità, del resoconto evangelico, dando il via a un dibattito (e nei secoli successivi a una ricerca storica e archeologica estremamente approfondita) cui presero parte autori come Hermann Samuel Reimarus, Friedrich Schleiermacher, David Strauss, Ferdinand Christian Baur, Martin Kähler, William Wrede, fino ad Adolf von Harnack della cosiddetta "scuola liberale" di tendenza naturalistica, e del suo discepolo, il teologo luterano Rudolf Bultmann, con la sua "teoria della demitizzazione". Lo studio e l'indagine sulla storicità dei vangeli intende ottenere quella certezza storica circa l'attendibilità e la credibilità del resoconto evangelico.
Mentre nell'Ottocento l'analisi storica razionalistica venne indirizzata da alcuni autori su posizioni che negavano l'esistenza stessa di Gesù, nella prima metà del Novecento, Rudolf Bultmann sostenne la rottura esistenziale tra Gesù di Nazareth, esistente ma "di cui non si sa praticamente niente", e il messaggio evangelico.
Per Bultmann i Vangeli erano caratterizzati da una forte componente "mitica", consona alla mentalità delle prime comunità cristiane, che li rendeva poco credibili alla società contemporanea. Nella sostanza, rimuovendo tutto ciò che è metafisico o soprannaturale dal Nuovo Testamento ("demitizzazione"), si sarebbe ricondotto in primo piano il messaggio di Cristo (Kerigma), che doveva avere la priorità. Ciò che restava dei vangeli, secondo Bultmann, poteva dare poche informazioni sul Gesù storico. «Per Bultmann i Vangeli non furono scritti dagli evangelisti Matteo, Marco, Luca e Giovanni, ma dalla tarda Comunità cristiana degli anni 70-100 dopo Cristo, che non aveva conosciuto Gesù».
Col tempo la radicalità della posizione di Bultmann e della scuola razionalista fu abbandonata. Gli stessi suoi allievi si divisero rispetto alle sue posizioni, tanto che uno dei più illustri, Ernst Käsemann, in una conferenza del 1953, ritenne necessario un recupero della storicità di Gesù. Una critica cui lo stesso Bultmann replicò in una successiva conferenza a Heidelberg, nel luglio 1959, dando il via a un confronto che proseguì per alcuni anni. Rimase in piedi tuttavia l'interpretazione mitica o leggendaria dei racconti evangelici, enunciata per primo da David Strauss.
Nel 1976 uscì Ipotesi su Gesù di Vittorio Messori. Fra le varie prove, Messori presenta l'assenza nei testi di parole di Gesù sui problemi dottrinali che la Chiesa dovette immediatamente affrontare alle sue origini, comparando i Vangeli con l'insegnamento di Socrate, scritto da Platone; infatti Messori si chiede perché la fabulazione non abbia creato le parole che eliminassero eresie e scismi. Un'altra prova è la presenza di antenate dallo scrittore definite "scandalose" nella genealogia di Gesù, come Raab e Rut.
È però a partire dagli anni ottanta che matura, nell'ambito anglo-americano, una reazione all'esegesi tedesca, finalizzata a evidenziare la continuità tra Gesù e l'ambiente giudaico: si tratta della Third Quest ("Terza ricerca del Gesù storico") che tende a ricollocare Gesù nella sua epoca e a considerarlo in quanto ebreo della Galilea, comune e singolare al contempo. Il denominatore comune di tutti gli studiosi di questa terza fase è la contestualizzazione di Gesù nel giudaismo. Il Gesù storico è visto in continuità con il suo ambiente naturale, quello palestinese, in particolare galileico.
Oggi alla ricerca sulla storicità dei vangeli contribuisce una molteplicità di scoperte storiche e archeologiche relative ad esempio ai luoghi descritti nei vangeli. In particolare scavi condotti negli ultimi due secoli confermano l'attendibilità delle descrizioni fornite in relazioni a luoghi quali la Piscina di Siloe e la Piscina di Betzaeta, così come la pratica della crocifissione a Gerusalemme durante il I secolo d.C.
Esistono inoltre riscontri archeologici in relazione a Ponzio Pilato e ad altri personaggi citati nei vangeli, come Simone di Cirene.
Si hanno evidenze archeologiche anche degli antichi villaggi di Nazareth e Cafarnao, e attestazioni della presenza di cristiani nei primi secoli, come molteplici sono anche i riferimenti storici presenti nei vangeli e confermati dall'esame comparativo di altre fonti; a tal proposito esistono concordanze tra i vangeli sinottici e le testimonianze del mondo greco-romano: nel Vangelo di Luca (3,1-3) il testo enumera sette distinti capi religiosi e politici, tutti con i loro nomi e titoli e tutti storicamente documentati. Anche la figura di Giovanni Battista è riportata da fonti dell'epoca non cristiane.
È tuttora materia di discussione, in alcuni ambiti di studio, quali siano state, tra le parole che i vangeli gli attribuiscono, quelle effettivamente da lui pronunciate. La ricerca esegetica attuata con il metodo storico-critico condivide alcuni criteri per risalire al nocciolo più antico nell'indagine storica su Gesù. Si tratta del "criterio della attestazione molteplice", del "criterio di discontinuità", del "criterio di conformità", del "criterio della plausibilità esplicativa", del "criterio dell'imbarazzo" (o contraddizione). Generalmente sono accettate come storiche le parole presenti in vangeli che siano stati redatti sulla base di documenti indipendenti, come ad esempio il Vangelo di Giovanni.
Una parte della critica rifiuta in blocco il valore storico dei vangeli, affermando che essi sono documenti "di parte" e quindi non attendibili, benché alcuni vangeli presentino riferimenti storici riportati anche da fonti indipendenti (come gli Annali di Tacito, le Antichità giudaiche di Giuseppe Flavio, le epistole di Plinio il Giovane all'imperatore Traiano, il De Vita Caesarum di Svetonio, l'orazione contro i cristiani di Marco Cornelio Frontone e altri) e fatti coerenti con la Palestina del I secolo.

### Data di composizione
La maggior parte degli studiosi è concorde nel ritenere che la stesura definitiva dei sinottici fu conclusa entro gli anni 70-90 del primo secolo; ciò non toglie che la loro composizione possa essere incominciata in epoca precedente, secondo alcuni persino negli anni 30-40, allorché i primi cristiani andavano raccogliendo i detti e gli insegnamenti del loro maestro. La precocità del materiale evangelico è stata, nell'ultimo cinquantennio, assai rivalutata da numerosi studi (Robinson, Carmignac); del resto, si è ormai concordi nel ritenere che già negli anni 50 i racconti della passione e resurrezione di Cristo, così come quello dell'ultima cena e del battesimo, dovevano essere ampiamente diffusi in forma scritta nelle comunità cristiane. È dunque verosimile che già pochi anni dopo la morte di Gesù, circolassero resoconti scritti sulla sua vita. Che forma avessero tali resoconti e quanto avessero in comune con gli attuali sinottici, è una questione che difficilmente troverà risposta. Torniamo, dunque, alla redazione definitiva.
Secondo la datazione più comunemente accettata, il Vangelo secondo Marco sarebbe stato composto tra il 65 e l'80, probabilmente dopo il 70 (il discrimine è dato dalla distruzione del Tempio di Gerusalemme, di cui l'evangelista sembra essere a conoscenza); successivamente sarebbero stati composti il Vangelo secondo Matteo (dopo il 70 e prima della fine del I secolo) e il Vangelo secondo Luca (80-90 circa). Il Vangelo secondo Giovanni sarebbe stato invece scritto tra il 95 e il 110 circa e avrebbe avuto una genesi in più fasi. Al tempo della stesura di Luca, come evidenziato dallo stesso autore, "molti altri" avevano scritto sulle vicende di Gesù: esisteva quindi una pluralità di fonti ed è ragionevolmente certo, in particolare, che Luca conoscesse il Vangelo di Marco. Alcuni studiosi hanno osservato come le prime comunità cristiane spesso si differenziassero anche in base a testi a cui davano maggiore importanza.
Nel periodo in cui venivano messi per iscritto i Vangeli sinottici venivano composti anche gli Atti degli Apostoli, probabilmente dallo stesso autore, tradizionalmente considerato filo-romano, del Vangelo di Luca.
Numerosi studiosi ipotizzano che la redazione dei vangeli sia stata preceduta da un periodo di alcuni decenni nel corso del quale la tradizione relativa a Gesù sarebbe stata trasmessa oralmente, o per mezzo di altri testi o documenti che non si sono conservati, tra cui l'ipotetica fonte Q.
Un'ipotesi minoritaria, relativa a una scrittura dei testi in un tempo precedente rispetto a quanto comunemente accettato, si basa sul fatto che gli Atti degli Apostoli terminano improvvisamente con la prigionia di Paolo a Roma, che viene generalmente datata al 62 circa. È stato suggerito che questa interruzione sia dovuta al fatto che Luca terminava di scriverli in quel momento. Ne conseguirebbe che il terzo vangelo, di cui gli Atti sono il seguito, sia stato scritto prima di quella data. Inoltre, secondo l'interpretazione ancora in esame da parte della comunità scientifica proposta dalla scuola esegetica di Madrid, un passo della Seconda lettera ai Corinzi (2 Cor 8, 18), che è generalmente datata tra il 54 e il 57, indicherebbe che, quando Paolo scriveva, Luca aveva già composto il suo vangelo ed esso circolava "in tutte le Chiese". Ciò implicherebbe che una traduzione greca delle fonti del Vangelo secondo Luca (tra cui il Vangelo secondo Marco) circolasse già nel decennio che va dal 40 al 50, e quindi ne conseguirebbe che la stesura in aramaico del Vangelo secondo Marco sia da datare tra il 30 e il 40, a ridosso della morte di Gesù. Tale datazione antica si appoggia anche sull'identificazione controversa dei frammenti di papiro 7Q4 e 7Q5 trovati nelle grotte di Qumran (in cui gli Esseni avevano nascosto un gran numero di testi religiosi) con un brano del Vangelo secondo Marco. Poiché il frammento in questione è databile tra il 50 a.C. e il 50 d.C., se si accetta la sua identificazione, occorre ammettere che i testi sulla cui base il vangelo è stato composto risalgono a prima del 50. Inoltre, se, come sostiene la scuola di Madrid, i vangeli conservatisi sono la traduzione di originali aramaici, questi devono essere stati composti nell'ambito della primitiva comunità cristiana di Gerusalemme, che si disperse prima del 70.

#### Manoscritti antichi
Si conoscono diverse decine di manoscritti attribuiti ai vangeli, scritti su papiro e risalenti ai primi secoli del cristianesimo. Su alcuni i pareri degli studiosi sono discordi. I più antichi sono i seguenti:
- Papiro 52 (Rylands): datato tra il 120-130, è un frammento di un singolo foglio contenente nel fronte e retro 5 versetti di Giovanni (18, 31-33; 37-38). Originario dell'Egitto, è attualmente conservato a Manchester. Sebbene il Rylands P52 sia quasi universalmente considerato come il più antico frammento del Nuovo Testamento canonico,[N 25] la precisa datazione di questo papiro non è universalmente condivisa; le datazioni proposte vanno dall'inizio del II secolo, alla fine del II secolo,[83] all'inizio del III.[84]
- Papiro 66 (Bodmer II): datato al II secolo, contiene in 104 pagine danneggiate parti del Vangelo secondo Giovanni: i primi 14 capitoli quasi completi e parti degli altri 7. È attualmente conservato a Cologny, presso Ginevra.
- Papiro 45 (Chester Beatty I): datato alla metà del III secolo, contiene in 30 fogli ampi frammenti dei vangeli. Conservato a Dublino.
- Papiro 46 (Chester Beatty II): datato all'inizio del III secolo, contiene in 86 fogli frammenti del corpus paolino e della Lettera agli Ebrei.
- Papiro 72 (Bodmer VIII): datato tra il III e il IV secolo, contiene frammenti delle epistole cattoliche più altri testi patristici. I fogli delle lettere di Pietro sono presso la Biblioteca Apostolica Vaticana, mentre il resto è conservato a Cologny, presso Ginevra.
- Papiro 75 (Bodmer XIV-XV): datato all'inizio del III secolo, contiene in 27 fogli ampi frammenti di Luca e i primi 14 capitoli di Giovanni. È attualmente conservato a Cologny, presso Ginevra.
- Papiro 64, meglio noto come Papiro Magdalen, è un antico manoscritto del Nuovo Testamento, contenente frammenti del Vangelo secondo Matteo, datato tra la fine del II e gli inizi del III secolo. L'ipotesi del papirologo Carsten Peter Thiede, secondo il quale il papiro andrebbe retro-datato all'anno 70 diventando dunque il più antico testimone del vangelo matteano, è rigettata dalla gran parte degli studiosi, ma ha non di meno reso famoso questo frammento.
- Papiro 7Q4, datato dal paleografo Colin H. Roberts tra il 50 a.C. e il 50 d.C., conterrebbe secondo l'ipotesi O'Callaghan trascrizioni di parti del Nuovo Testamento. Nel caso di 7Q4 si sarebbe trattato di un frammento della Prima lettera a Timoteo. La tesi, che ha avuto grande eco, e seppur sostenuta da altri esperti (Herbert Hunger, Carsten Peter Thiede, ecc.[85]), non ha convinto tuttavia la maggior parte degli studiosi del campo, che continuarono a considerare i frammenti come non identificati[86][87][88].
- Il Papiro 7Q5, ritrovato tra i manoscritti del Mar Morto delle grotte di Qumran e datato tra il 50 a.C. e il 50 d.C., contiene poche lettere (9 identificabili con certezza) che secondo l'ipotesi O'Callaghan (1972) corrispondono a Vangelo secondo Marco 6,52-53; l'identificazione avanzata da José O'Callaghan ha incontrato tuttavia lo scetticismo del mondo accademico.[N 26][89][90][91]

Vi sono inoltre centinaia di codici su pergamena, i più antichi dei quali, il Codice Vaticano e il Codice Sinaitico, risalgono all'inizio del IV secolo. Entrambi contengono i quattro vangeli completi, oltre a gran parte dell'Antico e del Nuovo Testamento.
Nessuno di questi manoscritti contiene testi sostanzialmente diversi dagli altri o dalle copie dei vangeli più recenti.

### Lingua
I più antichi manoscritti dei vangeli canonici, come pure di tutto il Nuovo Testamento, ci sono pervenuti in greco (Koinè) e buona parte degli studiosi oggi ritiene che i quattro vangeli siano stati scritti originariamente in greco, la lingua franca dell'oriente romano.
Sulla traccia di alcuni commentatori antichi si è tuttavia avanzata l'ipotesi che Matteo abbia scritto originariamente in aramaico il suo vangelo (detto Vangelo degli Ebrei) e che questo sia stato tradotto in greco con correzioni di Marco.
In effetti già i Padri della Chiesa avevano parlato del Vangelo di Matteo scritto in ebraico e Papia lo attesta nel 130. È Eusebio a citare le parole di Papia: "Matteo raccolse quindi i detti di Gesù nella lingua degli Ebrei". All'inizio del III secolo Origene, parlando dei Vangeli, fa riferimento a quello di Matteo, e riportando le sue parole Eusebio dice che "per primo fu scritto quello Secondo Matteo, il quale era stato un tempo pubblicano, poi apostolo di Gesù Cristo, nella lingua degli Ebrei" (Storia ecclesiastica, VI, XXV, 3-6). Anche Girolamo scrisse nella sua opera De viris inlustribus che "Matteo scrisse il Vangelo di Cristo nella lingua degli Ebrei, per quelli che s'erano convertiti dal giudaismo".
Inoltre la tesi della primogenitura di Matteo, seppur non del tutto abbandonata, è oggi considerata sorpassata, secondo alcuni studiosi, da ipotesi come quella delle due o delle quattro fonti, che vedono Marco come il primo ad essere scritto tra i quattro vangeli canonici insieme a fonti di cui si è successivamente persa traccia.
Non esiste comunque alcun manoscritto in aramaico che possa provare l'origine semitica dei vangeli, ma solo tarde traduzioni dal greco (Peshitta) e, al momento, si ritiene che chi li scrisse non fosse, verosimilmente, di lingua madre greca. Lo studio sulla lingua dei vangeli ha sollevato numerosi interrogativi in quanto, sia dal punto di vista linguistico che della coerenza interna, alcuni passi risultano ambigui. Sono perciò in corso numerosi tentativi di spiegare tali incongruenze lavorando su possibili traduzioni alternative.
Il biblista francese Jean Carmignac ipotizzò l'esistenza di una versione in lingua aramaica andata perduta, che fu poi tradotta in greco. Ciò fu fatto sulla base di una retrotraduzione dal greco al testo ebraico presunto e di alcuni Padri della Chiesa che accennano all'esistenza della versione ebraica:
Il Vangelo di Matteo era rivolto alla comunità ebraica e, secondo la Redationgeschichte (RG) del metodo storico-critico, si differenzia dal Vangelo secondo Luca proprio per il fatto di citare l'Antico Testamento che era ben noto alla sua comunità di uditori, mentre Luca omette le citazioni, essendo un pagano convertito che si rivolge ai pagani. Inoltre, sempre secondo la RG, il Vangelo secondo Matteo è strutturato in 5 parti che ricordano il Pentateuco.
Inoltre:
(Eusebio di Cesarea, Historia Ecclesiatica, III, 39. 15)
In quest'ultimo passo, Marco è definito con la parola greca ermeneutes, che significa traduttore.

#### Ipotesi greca
A sostenere la posizione dell'originalità greca dei vangeli, tesi oggi maggioritaria, tra gli altri, lo studioso Randall Pittmann, che spiegava così le differenze e i richiami semitici del greco evangelico: "Il greco del Nuovo Testamento era il greco parlato in quel periodo storico, ovvero il linguaggio della vita di tutti i giorni". Dopo le conquiste di Alessandro Magno, è il ragionamento di Pittmann, "la lingua greca si è diffusa in lungo e in largo, fino a diventare una lingua universale, perdendo la sua antica dignità attica, modificandosi nel corso del tempo". Sulla stessa linea di Pittmann si era pronunciato anche James Hope Moulton che evidenziò le «molte imitazioni di Luca del greco del Vecchio Testamento» Prima di Moulton Gustav Adolf Deissmann cercò di dimostrare che le caratteristiche del greco biblico, un tempo ritenute semitismi, come per esempio l'uso abbondante della paratassi, erano al contrario diffuse nella lingua popolare greca del tempo. Semitismi e aramaismi sarebbero perciò legati a singoli vocaboli. Archibald Thomas Robertson, in linea con gli studi iniziati da Deissmann e Moluton, respinse l'ipotesi dei semitismi nel greco neotestamentario e li inquadrò in quel tipo di greco più vicino al parlato del tempo.

#### Ipotesi semitica
Un recente contributo è stato proposto dalla "scuola di Madrid". Secondo gli esperti di tale scuola il testo greco conosciuto sarebbe la traduzione di un testo precedente in aramaico, la lingua parlata da Gesù e dagli apostoli. Molte incongruenze si spiegherebbero quindi come errori di traduzione dall'aramaico al greco. Tale lavoro, che peraltro non modificherebbe la sostanza dei contenuti dei vangeli, è ancora all'esame della comunità scientifica. Uno degli esperti della "scuola di Madrid", José Miguel Garcia, ha evidenziato come l'ipotesi semitica sia in grado di offrire una spiegazione alla difficoltà dei testi e ha proposto quindi di approfondire gli studi e il confronto sul piano strettamente linguistico e filologico.
Tra gli studiosi che si dedicarono alla ricerca dell'origine semitica dei vangeli ci fu Jean Carmignac, che, retro-traducendo dal greco all'ebraico tutti i vangeli, ritenne che le loro parti poetiche, il Benedictus, il Magnificat, il Padre Nostro, il Prologo di Giovanni, non rispetterebbero nessuna delle leggi della poesia greca ma sarebbero costruiti secondo le leggi della poesia ebraica.
Carmignac aveva attinto a una quantità di studi fatti per secoli da diversi studiosi, spesso ebrei, come Zvi Hirsch Perez Chajes, rabbino a Vienna e Trieste, che sostenne l'origine ebraica dei vangeli. Secondo Carmignac "le analisi linguistiche provano che tutti e tre i sinottici dipendono da documenti scritti originariamente in ebraico". Sulla base di questa considerazione Carmignac ha postulato l'esistenza di un proto Vangelo scritto in ebraico. Sulle sue tesi si ritrovano studiosi e filologi come, tra gli altri, Paolo Sacchi, Jean Héring, Edwin Abbot ed Eberhard Nestle. In particolare Sacchi, biblista e professore di Filologia biblica all'Università di Torino, sostiene che dopo il 70 d.C. "non ci sono più motivi, per i cristiani, per usare l'ebraico". Secondo Sacchi "che il testo greco derivi da una traduzione ebraica è semplicemente ovvio. Basta conoscere il greco e l'ebraico per accorgersene". Jean Héring, in uno studio del 1966, dava per acquisito che il testo greco fosse una traduzione di un originale semitico. Pinchas Lapide, moderno studioso ebreo si è schierato per "l'ebraicità dei vangeli" e lo spiega con passi evangelici ritradotti che svelano il significato oscuro che avevano in greco. Per esempio Lapide svela l'arcano "del cammello che non passa per la cruna di un ago" (Mt 19,24). In realtà Gesù aveva parlato di una gomena, ma, "a causa di una consonante sbagliata nel testo originale ebraico la gomena (gamta) della parabola diventa un cammello (gamal). Anche David Flusser, docente di Nuovo Testamento a Gerusalemme, ne è convinto.
Le maggiori obiezioni alle tesi di Carmignac vennero dal mondo cattolico, basti pensare allo scetticismo espresso, a quel tempo, da luminari come Gianfranco Ravasi e padre Pierre Grelot. Il libro di quest'ultimo era "contro Jean Carmignac" fin dal titolo. Per Grelot "la presenza dei semitismi può essere spiegata anche in altri modi: come traccia del fatto che l'autore ha l'aramaico come lingua madre, o come risultato di una cosciente imitazione dello stile della traduzione dei Settanta, che ricalca volutamente l'ebraico, per fedeltà al testo sacro".
La questione non è di poco conto: ammettere infatti un originale semitico alla base dei vangeli significherebbe spostare la loro realizzazione a ridosso delle vicende di Gesù, e accreditare gli evangelisti come testimoni diretti delle vicende narrate. Questo ha portato la tesi a essere fortemente sostenuta da gruppi cristiano-conservatori che, con la retrodatazione dei Vangeli, avrebbero un ulteriore sostegno alla tesi che vuole le vicende narrate in questi come storicamente accurate.
A tal proposito il filologo e teologo francese Claude Tresmontant commentando la "scoperta" dell'origine semitica dei vangeli sostenuta da Jean Carmignac contro le "teorie di demitizzazione", disse: « [Questa scoperta è di grande importanza] perché ci attesta che i Vangeli furono scritti al tempo di Gesù da persone che parlavano in aramaico o in ebraico e non un secolo dopo, da una comunità che conosceva solo il greco».

### Vangelo secondo Matteo
Il Vangelo secondo Matteo evidenzia la dimensione umana di Gesù e narra della vita e del ministero di Gesù: ne descrive la genealogia, la nascita virginale e l'infanzia, il battesimo e la tentazione, il ministero di guaritore e predicatore in Galilea, il viaggio a Gerusalemme, segnato dalla cacciata dei venditori dal Tempio e, infine, la crocifissione e risurrezione.
Il suo Vangelo è stato composto probabilmente ad Antiochia, in Siria, fra l'80 e il 90 d.C.
La tradizione cristiana attribuisce la composizione del vangelo a Matteo, uno degli apostoli di Gesù. A partire dal XVIII secolo, i biblisti hanno sempre più frequentemente messo in discussione la tradizione, e una parte degli studiosi moderni ritiene che Matteo non scrisse il vangelo che porta il suo nome; l'autore è comunemente identificato con un anonimo cristiano che scrisse verso la fine del I secolo un testo in lingua greca, piuttosto che in aramaico o in lingua ebraica. L'attribuzione è molto antica e poiché Matteo è una figura relativamente poco rilevante nella prima letteratura cristiana, l'attribuzione a Matteo ha comunque ancora i suoi sostenitori. Secondo R.T. France, ad esempio, l'apostolo Matteo, per i contenuti e il tono di questo vangelo, rimane il candidato più probabile.
La ricostruzione ampiamente prevalente tra gli esegeti biblici moderni è che l'autore del Vangelo secondo Matteo (come pure quello del Vangelo secondo Luca) abbia usato come fonte la narrazione del Vangelo secondo Marco per la vita e la morte di Gesù, più l'ipotetica fonte Q per i suoi detti; una ricostruzione che ha avuto minore successo vuole che Matteo sia stato il primo vangelo ad essere scritto, che sia stato usato per la stesura di Luca e che Marco sia il risultato dell'unione di Matteo e Luca.
Dei quattro vangeli canonici, Matteo è quello più vicino all'Ebraismo del I secolo; una caratteristica di questo vangelo, ad esempio, è che si sottolinea ripetutamente come Gesù soddisfacesse le profezie ebraiche; gli studiosi concordano sul fatto che l'autore di Matteo fosse un giudeo cristiano, piuttosto che un gentile. L'autore ha disposto gli insegnamenti di Gesù in cinque sezioni: il sermone della montagna (5-7), il discorso della missione (10), la raccolta di parabole (13), le istruzioni per la comunità (18) e infine gli insegnamenti sul futuro (24-25). Similmente agli altri due vangeli sinottici e a differenza del Vangelo secondo Giovanni, in Matteo Gesù parla più del Regno dei Cieli che di sé stesso, e insegna principalmente attraverso brevi parabole o detti piuttosto che con lunghi discorsi. Il racconto della nascita, con l'omaggio dei Magi, la fuga in Egitto e la strage degli innocenti, non ha paralleli negli altri vangeli ed è differente dal corrispondente racconto in Luca.

### Vangelo secondo Marco
Il Vangelo secondo Marco è il secondo dei quattro vangeli canonici del Nuovo Testamento, sebbene la maggior parte degli studiosi moderni concordino sul fatto che sia stato il primo ad essere scritto e sia poi stato usato come fonte dagli autori degli altri due vangeli sinottici (il Vangelo secondo Matteo e il Vangelo secondo Luca), in accordo con la teoria della priorità marciana. Si tratta di un testo in lingua greca di autore anonimo, sebbene la tradizione lo attribuisca a Marco evangelista, anche noto come Giovanni Marco, cugino di Barnaba; esistono comunque alcuni indizi che potrebbero confermare che l'autore fosse un discepolo di Pietro apostolo. Il vangelo racconta la vita di Gesù dal suo battesimo per mano di Giovanni Battista alla sua resurrezione (o fino alla tomba vuota nella versione corta), ma si concentra principalmente sui fatti dell'ultima settimana della sua vita. La narrazione concisa rappresenta Gesù come un uomo d'azione, un esorcista, un guaritore e un operatore di miracoli. Lo chiama "Figlio dell'Uomo", "Figlio di Dio", e il "Cristo" (traduzione in greco di "messia").
Due temi importanti del Vangelo secondo Marco sono il segreto messianico e l'ottusità dei discepoli. In questo vangelo Gesù ordina frequentemente di mantenere il segreto riguardo aspetti della sua identità e di particolari azioni. Gesù utilizza parabole per spiegare il suo messaggio e realizzare profezie (4,10-12). Alle volte i discepoli hanno problemi a comprendere le parabole, ma Gesù ne spiega il significato, in segreto (4,13-20, 4,33-34). Non riescono neanche a comprendere le conseguenze dei miracoli che egli compie dinanzi a loro.
Raymond Edward Brown nel suo libro An Introduction to the New Testament, Doubleday, 1997, considera che gli anni più accettati per la realizzazione del Vangelo secondo Marco siano tra il 68 e il 73 d.C., ponendolo storicamente così come il primo e più antico Vangelo.

### Vangelo secondo Luca
Il Vangelo secondo Luca (greco: Κατὰ Λουκᾶν εὐαγγέλιον) è il terzo dei vangeli canonici del Nuovo Testamento  e, con i suoi 24 capitoli, il più lungo dei vangeli sinottici. Narra della vita di Gesù e si apre con le nascite miracolose di Giovanni Battista e di Gesù, per poi descrivere il ministero di quest'ultimo in Galilea, fatto di predicazione, esorcismi e miracoli; dopo aver rivelato ai discepoli la propria natura divina con la trasfigurazione, Gesù si reca a Gerusalemme, dov'è crocifisso per poi risorgere, comparire ai suoi discepoli e infine ascendere al cielo. Il testo contiene anche una genealogia, differente però da quella presentata nel vangelo di Matteo.
L'autore, tradizionalmente identificato con Luca evangelista, è interessato a temi quali l'etica sociale, i diseredati, le donne e altri gruppi oppressi. Alcune storie popolari riguardanti questi temi, come le parabole del figlio prodigo e quella del buon samaritano, si trovano solo in questo vangelo, che pone un'enfasi speciale sulla preghiera, le attività dello Spirito Santo e sulla gioia. Secondo Donald Guthrie «è pieno di storie superbe e lascia il lettore con una profonda impressione della personalità e degli insegnamenti di Gesù». L'autore intendeva scrivere un resoconto storico, mettendo in evidenza il significato teologico della storia. Aveva inoltre intenzione di raffigurare la cristianità come divina, rispettabile, rispettosa delle leggi e internazionale. Gli studiosi concordano ampiamente che l'autore del Vangelo secondo Luca scrisse anche gli Atti degli Apostoli.
Secondo gli studiosi contemporanei, l'autore di Luca, un gentile cristiano che scrisse intorno all'85-90, utilizzò il Vangelo secondo Marco per la propria cronologia e la fonte Q per molti degli insegnamenti di Gesù; è possibile anche che abbia fatto uso di racconti scritti indipendenti. Altri studiosi propendono per una datazione tra gli anni 50-70.

### Vangelo secondo Giovanni
Il Vangelo secondo Giovanni, per stile e contenuto, è molto diverso dagli altri tre: ci sono meno parabole, meno "segni", non vi è accenno all'istituzione dell'Eucaristia durante l'ultima cena (tuttavia parla del pane disceso dal cielo col quale si identifica  6,32-35,  6,51-54), al Padre nostro, alle beatitudini, mentre sono aggiunti altri miracoli come quello delle nozze di Cana e della risurrezione di Lazzaro. Il motivo di tale diversità potrebbe essere spiegabile con una redazione di molto successiva a quella degli altri tre, risalente alla fine del I secolo: l'autore o gli autori, pertanto, non ritennero necessario riportare materiale già abbondantemente presente nei precedenti vangeli, mentre aggiunse o ampliò materiale da essi tralasciato o solo abbozzato.
Compaiono inoltre nuove espressioni per indicare Gesù, prima fra tutte quella di logos (letteralmente "parola", ma anche "progetto", "senso"), resa poi con il latino verbum, donde l'espressione Verbo di Dio. Alcuni ritengono che questo vangelo abbia origini nell'ambito dello gnosticismo, mentre per molti studiosi il quarto vangelo è ritenuto un testo in polemica con lo gnosticismo.
Il testo fa intendere (cfr. Gv 21,20-24) che ne sia autore il discepolo che Gesù amava, che la tradizione identifica (seppur in maniera non unanime) con l'apostolo Giovanni, figlio di Zebedeo e fratello dell'altro apostolo Giacomo. Sempre la tradizione gli attribuisce anche le tre lettere conosciute sotto il suo nome e l'Apocalisse di Giovanni, quest'ultima attribuzione a volte disputata.
L'ipotesi tradizionale, che identificava l'anonimo autore del vangelo - il discepolo che Gesù amava -, con l'apostolo Giovanni, è attestata a partire dalla fine del II secolo. Ireneo, vescovo di Lione, fu il primo ad attribuirgli quel quarto vangelo che circolava nelle comunità dei nazareni.
Eusebio di Cesarea, che riporta questa notizia, ritiene che Ireneo si basasse sulle testimonianze di Policarpo vescovo di Smirne (morto martire a Roma nel 155), il quale avrebbe conosciuto personalmente Giovanni (stavolta "l'apostolo") essendone stato discepolo.
Questo è anche confermato da Ireneo medesimo, che nella sua lettera a Florino ricorda il suo incontro con Policarpo di Smirne, e il fatto che Policarpo «raccontava della sua dimestichezza con Giovanni e con le altre persone che avevano visto il Signore» (Storia ecclesiastica V, 20, 4).

### Le analogie tra i vangeli sinottici
Tra i quattro vangeli, tre di essi, Matteo, Marco e Luca, sono detti "sinottici", perché mettendoli in colonna l'uno di fianco all'altro (syn-opsis = "vista d'insieme" in greco) si scopre che hanno una struttura letteraria praticamente parallela, come se si fossero copiati l'uno dall'altro o avessero attinto a una fonte comune, mentre quello di Giovanni è differente:
- lo stile dei primi tre vangeli è in genere molto immediato, quello di Giovanni sembra più ponderato;
- Giovanni riporta pochi episodi, molto sviluppati, gli altri vangeli tantissimi episodi, spesso appena abbozzati;
- in particolare, Giovanni, nonostante dedichi molto del suo contenuto alla narrazione degli ultimi giorni di Cristo (8 capitoli su 21, di cui ben 5 incentrati sull'ultima cena), non riporta l'istituzione dell'Eucaristia, mentre è l'unico a raccontare la lavanda dei piedi.

Fin dall'antichità cristiana si è preso atto di tale situazione. I vangeli sinottici probabilmente derivano questa loro somiglianza dai contatti che hanno avuto i loro autori quando sono stati scritti e da fonti comuni; tra le varie teorie che sono state addotte come spiegazione la più comunemente accettata è la teoria delle due fonti.

## Vangeli apocrifi
La letteratura apocrifa costituisce un fenomeno religioso e letterario importante del periodo patristico. Una volta passata la prima generazione cristiana, le successive sentirono il bisogno di contrarre ulteriori informazioni sulle vicende di Gesù, e questo fu uno dei motivi che diede impulso alla nuova forma letteraria sviluppatasi intorno ai testi biblici che oggi costituiscono il Nuovo Testamento. Tra le finalità di questa produzione si possono individuare un obiettivo storico, uno apologetico-dottrinale, uno devozionale-liturgico, ma anche l'obiettivo di diffondere dottrine nuove, spesso in contrasto con quelle ufficiali della Chiesa, impugnando gli scritti dell'antica letteratura cristiana.

### Definizione di "apocrifi"
Secondo il Bergier i cristiani utilizzarono la significazione "apocrifo" per indicare "qualunque libro dubbio, d'autore incerto, sulla cui fede non si può far fondamento". Il Codex apocryphus Novi Testamenti di J.-C. Thilo (Cfr. vol. I, Leipzig 1832) riorganizza la materia nell'ambito dei generi letterari del NT: vangeli, atti, lettere e apocalissi. Nelle due prime edizioni della raccolta Neutestamentliche Apokryphen diretta da E. Hennecke (1904 e 1924) e nella terza pubblicata a cura di Wilhelm Schneemelcher, gli apocrifi furono definiti "scritti non accolti nel canone, ma che, mediante il titolo o altri enunciati, avanzano la pretesa di possedere un valore equivalente agli scritti dei canone, e che dal punto di vista della storia delle forme prolungano e sviluppano i generi creati e accolti nel Nuovo Testamento, non senza peraltro la penetrazione anche di elementi estranei". Questa definizione è stata criticata da Eric Junod per lo stretto legame da essa istituito tra apocrifi e canone, che limita tra l'altro eccessivamente l'arco cronologico di produzione degli apocrifi (secc. I-III); Junod propone anche di sostituire alla designazione "apocrifi del Nuovo Testamento" quella di "apocrifi cristiani antichi". Nella quinta edizione della raccolta Wilhelm Schneemelcher difende la designazione "apocrifi del Nuovo Testamento", proponendo una definizione più flessibile e più ampia, nuovamente criticata da Junod nel 1992.
Willy Rordorf suggerì di sostituire il termine "apocrifi" con "letteratura cristiana extra-biblica anonima o pseudepigrafa".

### Organizzazione degli apocrifi
La letteratura apocrifa ha esercitato un notevole influsso nel campo artistico, devozionale e liturgico, ed è maturata in riferimento ad alcuni particolari nuclei: l'"infanzia di Gesù", la "figura di Maria", la "Passione di Gesù", il periodo successivo alla Risurrezione di Gesù. Il termine "apocrifi" tende a riguardare un insieme eterogeneo di scritti, attribuendo spesso un'unità fittizia a testi molto differenti per età, provenienza, genere letterario e finalità. Tre categorie sono utili per organizzare la variegata produzione apocrifa:

#### Gli apocrifi di origine giudeo-cristiana
Gli "apocrifi di origine giudeo-cristiana" o del "giudaismo cristiano" sono testi prodotti tra le prime comunità cristiane che ponevano l'osservanza della legge mosaica come elemento discriminante ed esprimevano il loro pensiero servendosi delle categorie del tardo giudaismo. Tra essi si ricordano la Didaché, la Prima lettera di Clemente romano ai Corinzi, Il pastore di Erma. In questa categoria vengono collocati anche alcuni testi indicati come vangeli, la cui conoscenza deriva dalle citazioni dei Padri della Chiesa: il vangelo degli Ebrei, il vangelo dei Nazarei e il vangelo degli Ebioniti.
Questi ultimi sono più vicini ai vangeli canonici che agli altri testi pervenutici e compresi nella categoria “vangelo”. Nessun manoscritto originale è mai pervenuto, e la comunità scientifica tende a ricondurli o verso un unico vangelo (anche sulla scia delle citazioni patristiche), detto appunto vangelo degli Ebrei, o identifica nel vangelo degli Ebrei anche il cosiddetto vangelo dei Nazarei, e nel vangelo degli Ebioniti il cosiddetto vangelo dei Dodici, oppure si riferisce esplicitamente a tre entità distinte (appunto il vangelo degli Ebrei, il vangelo dei Nazarei e il vangelo degli Ebioniti).
Alcuni studiosi li hanno datati alla prima metà del II secolo.

#### Gli apocrifi gnostici
I testi ricondotti al fenomeno gnostico si presentano come "segreti", in quanto provenienti da un insegnamento esoterico di Gesù o degli apostoli riservato ai soli iniziati. Tra questi scritti il Vangelo degli Egiziani, il Vangelo di Mattia, il vangelo di Maria Maddalena, l'Apocrifo di Giovanni, la Sophia di Gesù, il vangelo di Tommaso (copto), il vangelo di Pietro. In essi la dottrina gnostica traspare da alcune accentuazioni estremizzanti. La maggior parte di tali vangeli nascono nel contesto di correnti teologiche giudicate successivamente eretiche dalla Chiesa cristiana, come quelle di stampo ermetico.

#### Gli apocrifi di origine ecclesiastica
Già i Padri della Chiesa distinguevano tra apocrifi eretici e apocrifi di origine ecclesiastica, esclusi dal canone ma che potevano essere utilmente letti. Tra essi il Protovangelo di Giacomo e gli Atti di Paolo e Tecla.

### L'opposizione dei Padri della Chiesa
Contro la vasta circolazione degli scritti apocrifi la Chiesa delle origini fece valere la tradizione pubblica definendo progressivamente un consenso sui libri cristiani ritenuti autentici e ispirati, anche se la prima lista ufficiale pervenutaci delle opere rigettate dalla Chiesa risale al VI secolo, in quello che è noto come Decretum Gelasianum
I pronunciamenti della Chiesa primitiva sono tuttavia molto più antichi, e ci sono pervenuti anche tramite la testimonianza dei Padri della Chiesa. Ireneo di Lione, ad esempio, sosteneva che gli gnostici "insinuano una massa indescrivibile di scritti apocrifi e spuri, forgiati da loro stessi", attaccando la pretesa di Basilide di possedere discorsi apocrifi (lógous apokryphous) che l'apostolo Mattia avrebbe ricevuto dal Signore.
Tertulliano accoppia come equivalenti i concetti di apocrifo e falso, mentre Origene applica il termine di apocrifi a scritti giudaici non canonici, senza con ciò condannarli, e afferma che non tutto ciò che si trova negli apocrifi è da respingere.
Atanasio di Alessandria, stabilendo nella sua Lettera festale 39, del 367, il canone degli scritti biblici, pone all'indice gli apocrifi come invenzione di eretici, composti tardivamente e spacciati per antichi. Il consolidamento dei canone in Occidente e in Oriente condusse alla definitiva svalutazione dei termine "apocrifo" e alla sua associazione con "eretico", attestata intorno al 400 da Agostino e Girolamo.

### Esclusione e tentativi di riabilitazione
Le Chiese che si richiamavano alla fondazione apostolica operarono una selezione all'interno di una vasta produzione che imitava i generi letterari del NT con l'intento di esplicitarne i messaggi e colmarne le lacune. Gli scritti apocrifi furono esclusi quasi immediatamente dal canone cristiano, tuttavia non tutti si rassegnarono all'idea che questi testi venissero messi in disparte. In essi, infatti, si scoprono dati storici che colmano alcune lacune dei vangeli canonici e trovano conferma nelle varie tradizioni locali. È grazie a questa benevolenza che alcuni apocrifi hanno esercitato un influsso ampio sulla dottrina, iconografia e la prassi cristiana. Un esempio evidente è il Protovangelo di Giacomo, risalente alla seconda metà del II secolo, da cui derivano i nomi di Gioacchino e Anna per i genitori di Maria, è all'origine della festa liturgica per la nascita di Maria, ha promosso la dottrina della sua verginità perpetua, e ha influito sulla rappresentazione tradizionale del presepe. Alcuni tra gli scritti apocrifi, pertanto, servivano alla riflessione teologica su determinati temi, o alla devozione, e conservarono un durevole successo in ambito del tutto "ortodosso", diventando presto patrimonio comune della religiosità popolare. Così lo stesso Agostino utilizzò nelle sue omelie sul Natale motivi di origine apocrifa (Cfr. Serm. 184,1; 186,1; Serm. 189,4; 204,2), e lo stesso fece Girolamo (Cfr. Epist. 108,10).
I vangeli apocrifi furono scritti sia da autori cristiani in comunione con la Chiesa che da svariate comunità giudicate eretiche. I primi non contengono nulla in contrasto con i fatti esposti nel canone del Nuovo Testamento, mentre altri vangeli apocrifi furono scritti da persone cui mancava la competenza della materia trattata e che non potevano fornire prove sufficienti di dottrina, veridicità, indipendenza di giudizi. Sovente alcuni apocrifi, provenienti da comunità bollate come eretiche dalla Chiesa primitiva, rispondevano all'esigenza di diffondere questa eresia.

### Datazione
Generalmente la comunità scientifica riconduce l'origine dei vangeli apocrifi al II secolo, ma ci sono controversie interessanti circa la datazione del Protovangelo di Giacomo, del Vangelo di Tommaso, e del Vangelo greco degli Egiziani. In questi ultimi due, per quanto datati comunemente nel II secolo, parte dei loghia in essi contenuti potrebbero appartenere a una tradizione indipendente cui hanno probabilmente attinto gli stessi vangeli canonici.
Il Protovangelo di Giacomo e i Racconti dell'infanzia del Signore Gesù risalgono alla seconda metà del II secolo, nonostante un'obiettiva difficoltà nella loro datazione. In particolare il Protovangelo è stato datato da alcuni studiosi alla metà del II secolo, da altri alla fine del I secolo, da altri ancora al IV o V secolo, e qualche studioso ha anche ipotizzato fosse alla base dei vangeli canonici di Matteo e Luca.

## Confronto dei vangeli maggiori
Il materiale di questa tabella proviene da Gospel Parallels di B. H. Throckmorton, The Five Gospels di R. W. Funk, The Gospel According to the Hebrews di E. B. Nicholson e J. R. Edwards, The Hebrew Gospel and the Development of the Synoptic Tradition.
|                                  | Matteo, Marco, Luca | Giovanni                                                                                    | Tommaso                                                                                  | Vangelo degli Ebrei                                                                           |
| -------------------------------- | --- | ------------------------------------------------------------------------------------------- | ---------------------------------------------------------------------------------------- | --------------------------------------------------------------------------------------------- |
| Nuova Alleanza                   | Il tema centrale dei vangeli - Ama Dio con tutto il tuo cuore e il tuo prossimo come te stesso                                      | Il tema centrale - Amare è il nuovo comandamento dato da Gesù                               | Conoscenza segreta, ama i tuoi amici                                                     | Il tema centrale - Amarsi l'un l'altro                                                        |
| Perdono                          | Molto importante - in particolare in Matteo e Luca                                                                                  | Supposto                                                                                    | Non menzionato                                                                           | Molto importante - Il perdono è un tema centrale e questo vangelo entra nei maggiori dettagli |
| Padre nostro                     | In Matteo e Luca ma non in Marco | Non menzionato                                                                              | Non menzionato                                                                           | Importante - “mahar” o "di domani"                                                            |
| Amare i poveri                   | Molto importante - Il giovane ricco                                                                                                 | Supposto                                                                                    | Importante                                                                               | Molto importante - Il giovane ricco                                                           |
| Inizio del ministero di Gesù     | Gesù conosce Giovanni Battista ed è battezzato                                                                                      | Gesù conosce Giovanni Battista                                                              | Parla soltanto di Giovanni Battista                                                      | Gesù incontra Giovanni Battista ed è battezzato. Questo vangelo espone i maggiori dettagli    |
| Numero degli apostoli            | Dodici | Dodici                                                                                      | Non menzionato                                                                           | Dodici                                                                                        |
| Cerchia ristretta degli apostoli | Pietro ("Principe" degli Apostoli), Andrea, Giacomo e Giovanni                                                                      | Pietro, Andrea, Giacomo e il discepolo amato                                                | Tommaso e Giacomo il Giusto (riferimento futuro per gli Apostoli sotto "ordine" di Gesù) | Pietro, Andrea, Giacomo e Giovanni                                                            |
| Altri apostoli                   | Filippo, Bartolomeo, Matteo, Tommaso, Giacomo, Simone lo Zelota, Giuda Taddeo, e Giuda                                              | Filippo, Natanaele, Matteo, Tommaso, Giacomo, Simone lo Zelota, Giuda Taddeo, e Giuda       | Matteo, Tommaso,                                                                         | Matteo, Simone il Zelota, Giuda Taddeo, Giuda                                                 |
| Possibile autore                 | Sconosciuto; Marco l'evangelista e Luca l'evangelista                                                                               | Il discepolo amato                                                                          | Sconosciuto                                                                              | Matteo (l'evangelista)                                                                        |
| Verginità di Maria               | In Matteo e Luca, ma non in Marco                                                                                                   | Non menzionata                                                                              | N/A dato che è un vangelo di detti di Gesù                                               | Non menzionata                                                                                |
| Battesimo di Gesù                | Descritto | Non menzionato                                                                              | N/A                                                                                      | Descritto con molti dettagli                                                                  |
| Stile di predicazione            | Brevi battute; parabole | Saggio, Midrash                                                                             | Detti, parabole                                                                          | Brevi battute; parabole                                                                       |
| Narrazione                       | Parabole | Linguaggio figurato e metafore                                                              | proto-gnostico, mascherato, parabole                                                     | Parabole                                                                                      |
| Teologia di Gesù                 | Giudaismo liberale del I secolo | Critico delle autorità ebraiche                                                             | proto-gnostico                                                                           | Giudaismo del I secolo                                                                        |
| Miracoli                         | Molti miracoli | Sette segni miracolosi                                                                      | N/A                                                                                      | Pochi miracoli ma più credibili                                                               |
| Durata del ministero             | Un anno? (Gli eventi fino alla Pasqua ebraica); questo assumendo il moderno metodo biografico lineare, non l'antico metodo ebraico) | Tre anni (molteplici Pasque)                                                                | N/A                                                                                      | Un anno (Gli eventi fino alla Pasqua ebraica)                                                 |
| Luogo del ministero              | Principalmente in Galilea | Principalmente in Giudea, vicino a Gerusalemme                                              | N/A                                                                                      | Principalmente in Galilea                                                                     |
| Pasto pasquale                   | Corpo e sangue = pane e vino | Il pasto è interrotto dalla lavanda dei piedi                                               | N/A                                                                                      | La Pasqua ebraica è celebrata ma i dettagli sono sconosciuti                                  |
| Sudario                          | Un singolo pezzo di stoffa | Molteplici pezzi di stoffa                                                                  | N/A                                                                                      | Dato dall'Alto Sacerdote                                                                      |
| Resurrezione                     | Maria e le donne sono le prime a sapere che Gesù è risorto                                                                          | Aggiunge dettagli circa l'esperienza della Resurrezione di Gesù da parte di Maria Maddalena | N/A                                                                                      | Gesù appare a suo fratello, Giacomo il Giusto.                                                |

## La Chiesa e la lettura dei vangeli
Nel corso del I millennio, la Chiesa cattolica non ha mai sentito la necessità di promulgare nessuna regola circa la lettura dei vangeli in particolare e della Bibbia in generale: a tal proposito, infatti, l'Enchiridion Symbolorum (la raccolta dei documenti ufficiali della Chiesa cattolica, a cura di Heinrich Denzinger) non riporta alcun intervento. Dato il diffuso analfabetismo tra il popolo (plebe ma anche nobili) e l'elevato costo dei supporti fàtici (dapprima papiri, poi pergamene), la lettura e la meditazione personale avvenivano perlopiù all'interno dei monasteri o delle biblioteche personali a uso del clero.
Tendenzialmente, monaci e clero secolare erano incoraggiati a leggere le scritture secondo le loro necessità spirituali, come scrive Ireneo in Contro gli eretici (3, 4).
Dall'inizio del II millennio cambia notevolmente il panorama teologico-sociale. Soprattutto nel sud della Francia e nel nord Italia compaiono le eresie di tipo gnostico, che sulla base di interpretazioni spiritualiste del messaggio dei vangeli, in particolare Giovanni, arrivavano a negare la bontà della materia in genere e delle sue manifestazioni concrete: matrimonio e procreazione, stato e potere temporale, sacramenti e Chiesa, erano tutti visti come frutti malvagi della corruzione del peccato originale. Il perfetto credente, in tale ottica, era l'asceta estraniato dal mondo e contrario alla corporeità, legato spesso a movimenti sociali che potevano sfociare in rivolte sociali.
La Chiesa pertanto, dietro pressante richiesta delle autorità politiche (Roberto II re di Francia, Guglielmo conte di Poitiers e duca di Aquitania, l'imperatore Enrico III), inizia a contrastare la lettura personale della Bibbia in lingua volgare per evitare gli eccessi gnostici:
(Sinodo di Tolosa, sud della Francia, 1229, durante l'apice dell'uragano gnostico)
Da notare come:
- la lettura biblica in lingua latina (traduzione della Vulgata) era permessa, pertanto è inesatto sostenere che in tale occasione la Chiesa vietò la Bibbia;
- il Sinodo di Tolosa non era un Concilio Ecumenico, ma appunto un sinodo locale: le sue deliberazioni, tra cui quella sopra riportata, non avevano valenza universale ed eterna per tutta la Chiesa cattolica, ma solo per i territori rappresentati dai partecipanti al sinodo (nella fattispecie, il sud della Francia) e solo per un limitato periodo di tempo (il periodo dell'emergenza gnostica).

La Chiesa infatti, in seguito, non si è opposta a priori alla diffusione di traduzioni bibliche in lingue moderne, ma solo a quelle che, a suo giudizio, veicolavano giudizi eretici. Queste le principali traduzioni in lingua volgare la cui lettura era permessa ai cattolici:
- in spagnolo, la Bibbia Alfonsina, dedicata al re di Castiglia Alfonso X e realizzata in epoca pre-stampa nel 1280;
- in tedesco, una traduzione integrale a cura di John Rellach, pubblicata a Costanza nel 1450;
- in italiano, la Bibbia del Malermi (1471), ad opera del monaco camaldolese Nicolò Malermi, soppiantata poi nel 1778 dalla Bibbia di Antonio Martini;
- in francese, la Bibbia di Jacques Lefèvre d'Étaples, pubblicata ad Anversa (1523-8);
- in inglese, la Bibbia di Douai (o di Reims) (1582 NT, 1609 intera Bibbia), tuttora la Bibbia cattolica ufficiale di lingua inglese.

Va sottolineato come tali Bibbie cattoliche, che si basavano sulla Vulgata latina e non sui testi originali greci ed ebraici, contenevano numerosi errori sia di stile sia di significato originario.
Dopo il sinodo di Tolosa, il divieto relativo alla traduzione, possesso e uso di traduzioni volgari non autorizzate venne ribadito molte volte da singole Chiese locali allorquando si avvertiva il pericolo della diffusione di idee giudicate eretiche. In varie parti d'Europa si verificarono dunque roghi di copie non autorizzate e sanzioni di natura spirituale ai lettori di tali versioni (non sono infatti documentati processi e pene civili ai semplici lettori). Circa gli autori di traduzioni non autorizzate sono attestate solo due condanne capitali, entrambe in Inghilterra, relative a John Wycliffe e William Tyndale. Va sottolineato tuttavia che, per Wycliffe, la condanna a morte per eresia fu postuma (nel 1415 venne riesumato il corpo, sepolto alla morte nel 1384, e ne vennero bruciati i resti), e per Tyndale la condanna fu sancita non da un tribunale cattolico ma da un tribunale inglese, dunque anglicano, nel 1536. Non è pertanto corretto, dunque, sostenere che la Chiesa cattolica ha ucciso chi traduceva la Bibbia.
Nel corso del XVI secolo ebbe inizio in Europa la Riforma protestante, che ha spaccato il mondo cristiano fino ad oggi. Per Lutero la Bibbia poteva essere letta e interpretata da qualunque cristiano, arrivando alle conclusioni che più reputava opportune (tale 'libertà' ermeneutica ha portato di fatto alla frammentazione della stessa Chiesa riformata). Fu in seguito a tale crisi che si ebbe un pronunciamento ufficiale della Chiesa cattolica con valenza dogmatica, dunque universale ed eterna. In particolare il problema fu affrontato al Concilio di Trento che così deliberò:
(Concilio di Trento, sessione IV, 8 aprile 1546, DS 1501-1508)
Da notare come:
- non viene espresso un giudizio negativo sulla Bibbia;
- non viene vietata la lettura della Bibbia, ma solo vincolata alla sua traduzione ufficiale latina;
- non vengono vietate le traduzioni in lingue volgari per uso personale, che infatti continuarono a circolare liberamente, previa approvazione ecclesiastica.[N 41]

In tale ottica, dunque, non dovrebbe essere visto come in contrasto con le promulgazioni precedenti l'affermazione del Concilio Vaticano II nel 1965:
(Dei Verbum 22)
Secondo altri invece questa affermazione sarebbe una conversione piuttosto controversa.
In tempi più recenti la Chiesa cattolica ha sostenuto l’incontro dei fedeli con Gesù attraverso la lettura quotidiana della Parola del Signore.

## La visione islamica dei Vangeli
Nell'Islam il termine Injil (in arabo إنجيل‎?) compare nel Corano per indicare il Vangelo del profeta Gesù. Il termine compare 12 volte nel testo sacro islamico e in 3:48, a proposito di Gesù, viene affermato che "E Allah Gli insegnerà il Libro e la saggezza, la Torâh e il Vangelo".